# ترشح
ترشح، تراوِش یا برون‌نشست (به انگلیسی: Secretion) اشاره به بیرون دادن سیال از یک سطح دارد.
در واقع، در فرایند تشکیل ادرار اولین مرحله تراوش است. تراوش یعنی خروج مواد محلول در پلاسما (خوناب) و آب (به غیر از پروتئین‌ها) از شبکه مویرگی گلومرولی (کلافکی) و ورود آن‌ها به داخل کپسول بومن. تراوش فقط و فقط بر پایه اندازه مواد انجام می‌شود؛ بنابراین مواد تراوش شده به نفرون (گردیزه) الزاماً بی‌مصرف نیستند و در مرحله بازجذب توسط یاخته‌های لوله پیچ خورده نزدیک (یکی از اجزای نفرون که بعد از کپسول بومن واقع است) به خارج از نفرون فرستاده شده، وارد شبکه مویرگی دوم (دور لوله ای) می‌شوند یعنی دوباره به چرخه خون بازمی‌گردند.
در دانش شیمی، به فرایند ساخته شدن، رها شدن و خارج شدن یک ماده شیمیایی از یک سلول یا غده تراوش گفته می‌شود. در مقایسه با دفع، تراوش به کارکرد مشخص ماده شیمیایی بیرون رانده شده اشاره دارد که آن را نمی‌توان زائد به‌شمار آورد. به عبارت ساده‌تر ماده تراویده مانند ماده دفعی، زباله محسوب نمی‌شود.
سازوکار تراوش در یک یاخته، از طریق منافذ مترشحه، که به آنها تهی‌تن گفته می‌شود و در غشای سیتوپلاسم موجودند پیش می‌رود.
تراوش در باکتری‌های گرم مثبت و گرم منفی، دارای سازوکارهای متفاوتی است. همچنین سازوکار تراوش در سلول‌های زنده برای فاکتورهای رشد به گونه‌ای دیگر است.